# Шток, Лара
Лара Шток (хорв. Lara Stock; род. 26 мая 1992, Фрайбург-им-Брайсгау) — хорватская шахматистка, гроссмейстер (2008) среди женщин.
Чемпионка мира в категории до 10 лет (Ираклион, 2002). Чемпионка Европы в категории до 12 лет (Ургюп, 2004).
В составе сборной Хорватии участница Олимпиады (2006) в Турине.
Нормы женского гроссмейстера: Биль (2005), Дубай (2006), Триест (2007).

## Изменения рейтинга
| Графики недоступны из-за технических проблем. См. информацию на Фабрикаторе и на mediawiki.org. |